# سارة نزارباييفا
سارة ألبيسكزي نزارباييفا (بالكازاخية: Сара Алпысқызы Назарбаева) هي السيدة الأولى في كازاخستان وزوجة الرئيس الكازاخي نور سلطان نزارباييف والذي تزوجها عام 1962 بعد إتمام دراساته العليا. لديهم ثلاث بنات، داريغا، دينارا وعلية، وثلاثة أحفاد. مهندسة اقتصادية، سارة نزارباييفا هي مؤسس صندوق خيري دولي للأطفال. لعملها مع الأطفال، حصلت على جائزة مؤسسة إحسان دغرمجي لصحة الأسرة التابعة لمنظمة الصحة العالمية وجائزة الوحدة.